# Championnat d'Océanie de football des moins de 20 ans 2005
Navigation
Vanuatu/Fidji 2002 Nouvelle-Zélande 2007
Le championnat d'Océanie de football des moins de 20 ans 2005 est la quinzième édition du championnat de l'OFC des moins de 20 ans qui a eu lieu aux Salomon du 21 au 31 janvier 2005. L'équipe d'Australie, titrée il y a 2 ans, remet son titre en jeu. Le vainqueur et le finaliste se qualifient pour le tournoi inter-continental, qui délivre 2 places pour la prochaine Coupe du monde des moins de 20 ans, qui aura lieu aux Pays-Bas l'été suivant. 
L'Australie remporte son 12e et dernier titre de champion d'Océanie; en effet, à partir du 1er janvier 2006, l'Australie quitte l'OFC et devient membre de la confédération asiatique, l'AFC. Les Îles Cook et les Samoa américaines déclarent forfait avant le début de la compétition.

## Équipes participantes
- Îles Salomon - Organisateur
- Australie - Tenante du titre
- Nouvelle-Zélande
- Nouvelle-Calédonie
- Samoa
- Vanuatu
- Tonga
- Fidji

## Résultats
Les 8 équipes participantes sont réparties en 2 poules. Au sein de la poule, chaque équipe rencontre ses adversaires une fois. À l'issue des rencontres, les deux premiers se qualifient pour la phase finale de la compétition, disputée en demi-finales et finale. 

### Groupe 1
|   | Équipe             | Pts | J | G | N | P | BP | BC | Diff |
| - | ------------------ | --- | - | - | - | - | -- | -- | ---- |
| 1 | Australie          | 9   | 3 | 3 | 0 | 0 | 40 | 3  | +37  |
| 2 | Vanuatu            | 6   | 3 | 2 | 0 | 1 | 7  | 11 | -4   |
| 3 | Nouvelle-Calédonie | 3   | 3 | 1 | 0 | 2 | 10 | 16 | -6   |
| 4 | Tonga              | 0   | 3 | 0 | 0 | 3 | 1  | 28 | -27  |
| 5 | Îles Cook forfait  |     |   |   |   |   |    |    |      |

| 22 janvier 2005 | Vanuatu            | 2      | 0      | Tonga              |
|                 | Australie          | 12     | 1      | Nouvelle-Calédonie |
| 24 janvier 2005 | Vanuatu            | 3      | 2      | Nouvelle-Calédonie |
|                 | Australie          | arrêté | arrêté | Tonga              |
| 25 janvier 2005 | Australie          | 19     | 0      | Tonga              |
| 27 janvier 2005 | Australie          | 9      | 2      | Vanuatu            |
|                 | Nouvelle-Calédonie | 7      | 1      | Tonga              |

### Groupe 2
|   | Équipe                    | Pts | J | G | N | P | BP | BC | Diff |
| - | ------------------------- | --- | - | - | - | - | -- | -- | ---- |
| 1 | Îles Salomon              | 9   | 3 | 3 | 0 | 0 | 9  | 1  | +8   |
| 2 | Fidji                     | 6   | 3 | 2 | 0 | 1 | 10 | 2  | +8   |
| 3 | Nouvelle-Zélande          | 3   | 3 | 1 | 0 | 2 | 8  | 3  | +5   |
| 4 | Samoa                     | 0   | 3 | 0 | 0 | 3 | 1  | 22 | -21  |
| 5 | Samoa américaines forfait |     |   |   |   |   |    |    |      |

| 21 janvier 2005 | Fidji            | 1 | 0 | Nouvelle-Zélande |
|                 | Îles Salomon     | 6 | 0 | Samoa            |
| 23 janvier 2005 | Nouvelle-Zélande | 7 | 0 | Samoa            |
|                 | Îles Salomon     | 1 | 0 | Fidji            |
| 26 janvier 2005 | Îles Salomon     | 2 | 1 | Nouvelle-Zélande |
|                 | Fidji            | 9 | 1 | Samoa            |

### Demi-finales
| 29 janvier 2005 | Australie | 3 - 2 | Fidji | Honiara, Salomon |  |
|                 |           |       |       |                  |  |

| 29 janvier 2005 | Îles Salomon | 3 - 1 | Vanuatu | Honiara, Salomon |  |
|                 |              |       |         |                  |  |

### Match pour la3eplace
| 31 janvier 2005 | Vanuatu | 4 - 1 | Fidji | Honiara, Salomon |  |
|                 |         |       |       |                  |  |

### Finale
| 31 janvier 2005 | Australie                                 | 3 - 0 Match arrêté | Îles Salomon | Honiara, Salomon |
|                 | Bridge 8e (pen.) · Lia 58e · Willimas 74e |                    |              |                  |

- Le match est arrêté à la 77e minute à la suite d'incidents en tribunes. Le score au moment de l'interruption est entériné et l'Australie est déclarée vainqueur. L'Australie se qualifie donc pour la prochaine édition de la Coupe du monde des moins de 20 ans.